# Wenlanzhangita-(Y)
La wenlanzhangita-(Y) és un mineral de la classe dels silicats.

## Característiques
La wenlanzhangita-(Y) és un tectosilicat de fórmula química Y₂V3+₂V4+₂(SiO₄)₂O₄(OH)₄. Va ser aprovada com a espècie vàlida per l'Associació Mineralògica Internacional l'any 2023, i publicada l'any següent. Cristal·litza en el sistema triclínic.
L'exemplar que va servir per a determinar l'espècie, el que es coneix com a material tipus, es troba conservat a la col·lecció mineralògica del Museu Geològic de la Xina, a Beijing (República Popular de la Xina), amb el número de catàleg: gmctm 2202.

## Formació i jaciments
Va ser descoberta a la mina Yushui, situada al comtat de Mei, a Meizhou (Guangdong, República Popular de la Xina), sent l'únic indret de tot el planeta on ha estat descrita aquesta espècie mineral.